# 勒德门环形交叉口
勒德门环形交叉口（Ludgate Circus）是倫敦市里的一个道路交叉口，南北走向的法灵登街和新桥街（即A201公路）在这里与东西走向的弗利特街和勒德门坡相交汇。
在泰晤士堤岸于1870年完工之前，弗利特街是伦敦城和西敏市之间唯一的通路。勒德门环形交叉口地下则是伦敦最长的地下河弗利特河的一段河段。
在查尔斯·狄更斯的《伦敦词典》（Dictionary of London，1879年）中，勒德门环形交叉口区域被称作“法灵登-环形交叉口”（Farringdon-circus）。